# Huitième circonscription de la Seine-Saint-Denis
La huitième circonscription de la Seine-Saint-Denis est l'une des 12 circonscriptions législatives françaises que compte le département de la Seine-Saint-Denis (93) situé en région Île-de-France.

## Description géographique et démographique
La huitième circonscription de la Seine-Saint-Denis est délimitée par le découpage électoral de la loi no 86-1197 du 24 novembre 1986
, elle regroupe les divisions administratives suivantes : cantons de Gagny, Rosny-sous-Bois, Villemomble.
D'après le recensement général de la population en 1999, réalisé par l'Institut national de la statistique et des études économiques (INSEE), la population de cette circonscription est estimée à 102 839 habitants,.

## Historique des députations
| Législature | Début de mandat | Fin de mandat  | Député              | Parti politique | Observations |
| ----------- | --------------- | -------------- | ------------------- | --------------- | --- |
| IIIe        | 3 avril 1967    | 30 mai 1968    | Robert Ballanger    | PCF             | Mandat écourté à la suite d'une dissolution parlementaire décidée par Charles de Gaulle.                                                                       |
| IVe         | 11 juillet 1968 | 1er avril 1973 | Robert Ballanger    | PCF             | |
| Ve          | 2 avril 1973    | 2 avril 1978   | Robert Ballanger    | PCF             | |
| VIe         | 3 avril 1978    | 22 mai 1981    | Robert Ballanger    | PCF             | Mandat écourté à la suite d'une dissolution parlementaire décidée par François Mitterrand.                                                                     |
| VIIe        | 2 juillet 1981  | 1er avril 1986 | François Asensi     | PCF             | |
| VIIIe       | 2 avril 1986    | 14 mai 1988    | Aucun               | Aucun           | Proportionnelle par département, pas de député par circonscription. Mandat écourté à la suite d'une dissolution parlementaire décidée par François Mitterrand. |
| IXe         | 23 juin 1988    | 1er avril 1993 | Robert Pandraud     | RPR             | |
| Xe          | 2 avril 1993    | 21 avril 1997  | Robert Pandraud,    | RPR,            | Mandat écourté à la suite d'une dissolution parlementaire décidée par Jacques Chirac.                                                                          |
| XIe         | 12 juin 1997    | 18 juin 2002   | Robert Pandraud     | RPR             | |
| XIIe        | 19 juin 2002    | 19 juin 2007   | Robert Pandraud,    | UMP,            | Inspecteur général de l'administration |
| XIIIe       | 20 juin 2007    | 19 juin 2012   | Patrice Calméjane   | UMP             | |
| XIVe        | 20 juin 2012    | 20 juin 2017   | Élisabeth Pochon    | PS              | |
| XVe         | 21 juin 2017    | 21 juin 2022   | Sylvie Charrière    | LREM            | |
| XVIe        | 21 juin 2022    | 9 juin 2024    | Fatiha Keloua-Hachi | PS              | Professeur de Lettres Mandat écourté à la suite d'une dissolution parlementaire décidée par Emmanuel Macron.                                                   |
| XVIIe       | 8 juillet 2024  | En cours       | Fatiha Keloua-Hachi | PS              | |

## Historique des élections

### Élections de 1967
| Candidat       | Candidat              | Parti          | Premier tour | Premier tour | Second tour | Second tour |  |
| Candidat       | Candidat              | Parti          | Voix         | %            | Voix        | %           |  |
| -------------- | --------------------- | -------------- | ------------ | ------------ | ----------- | ----------- |  |
|                | Robert Ballanger élu  | PCF            | 27 692       | 45,15        | 33 205      | 56,26       |  |
|                | Michel Marteau        | RI             | 21 087       | 34,38        | 25 815      | 43,74       |  |
|                | Jean-Claude Gallienne | FGDS (SFIO)    | 6 877        | 11,21        |             |             |  |
|                | Émile Quinquenel      | CD (PDM)       | 5 680        | 9,26         |             |             |  |
|                |                       |                |              |              |             |             |  |
| Inscrits       | Inscrits              | Inscrits       | 74 691       | 100,00       | 74 673      | 100,00      |  |
| Abstentions    | Abstentions           | Abstentions    | 12 042       | 16,12        | 13 688      | 18,33       |  |
| Votants        | Votants               | Votants        | 62 649       | 83,88        | 60 985      | 81,67       |  |
| Blancs et nuls | Blancs et nuls        | Blancs et nuls | 1 313        | 2,1          | 1 965       | 3,22        |  |
| Exprimés       | Exprimés              | Exprimés       | 61 336       | 97,9         | 59 020      | 96,78       |  |

Le suppléant de Robert Ballanger était Eugène Le Moign, maire du Blanc-Mesnil.

### Élections de 1968
| Candidat       | Candidat                       | Parti          | Premier tour | Premier tour | Second tour | Second tour |  |
| Candidat       | Candidat                       | Parti          | Voix         | %            | Voix        | %           |  |
| -------------- | ------------------------------ | -------------- | ------------ | ------------ | ----------- | ----------- |  |
|                | Robert Ballanger sortant réélu | PCF            | 23 888       | 40,01        | 28 805      | 51,03       |  |
|                | Pierre Olmeta                  | UDR (URP)      | 23 624       | 39,56        | 27 642      | 48,97       |  |
|                | Bernard Jeandidier             | CD (PDM)       | 5 376        | 9            |             |             |  |
|                | Jean-Claude Gallienne          | FGDS (SFIO)    | 3 816        | 6,39         |             |             |  |
|                | Gilberte Desnoyers             | PSU            | 3 008        | 5,04         |             |             |  |
|                |                                |                |              |              |             |             |  |
| Inscrits       | Inscrits                       | Inscrits       | 74 133       | 100,00       | 74 097      | 100,00      |  |
| Abstentions    | Abstentions                    | Abstentions    | 13 687       | 18,46        | 16 090      | 21,71       |  |
| Votants        | Votants                        | Votants        | 60 446       | 81,54        | 58 007      | 78,29       |  |
| Blancs et nuls | Blancs et nuls                 | Blancs et nuls | 734          | 1,21         | 1 560       | 2,69        |  |
| Exprimés       | Exprimés                       | Exprimés       | 59 712       | 98,79        | 56 447      | 97,31       |  |

Le suppléant de Robert Ballanger était René Roucaute, du Blanc-Mesnil.

### Élections de 1973
| Candidat       | Candidat                       | Parti          | Premier tour | Premier tour | Second tour | Second tour |  |
| Candidat       | Candidat                       | Parti          | Voix         | %            | Voix        | %           |  |
| -------------- | ------------------------------ | -------------- | ------------ | ------------ | ----------- | ----------- |  |
|                | Robert Ballanger sortant réélu | PCF            | 30 795       | 43,65        | 40 200      | 59,91       |  |
|                | Pierre Olmeta                  | UDR (URP)      | 16 135       | 22,87        | 26 902      | 40,09       |  |
|                | Germain Lemaire                | PS (UGSD)      | 8 331        | 11,81        |             |             |  |
|                | Pierre Fixot                   | Rad (MR)       | 7 294        | 10,34        |             |             |  |
|                | Marc Mercier                   | RI (URP)       | 3 566        | 5,05         |             |             |  |
|                | René Plaideau                  | PSU            | 2 465        | 3,49         |             |             |  |
|                | Joan Ducarroir                 | LO             | 1 465        | 2,08         |             |             |  |
|                | Gérard Bauvert                 | OCT            | 500          | 0,71         |             |             |  |
|                |                                |                |              |              |             |             |  |
| Inscrits       | Inscrits                       | Inscrits       | 88 612       | 100,00       | 88 606      | 100,00      |  |
| Abstentions    | Abstentions                    | Abstentions    | 15 604       | 17,61        | 17 712      | 19,99       |  |
| Votants        | Votants                        | Votants        | 73 008       | 82,39        | 70 894      | 80,01       |  |
| Blancs et nuls | Blancs et nuls                 | Blancs et nuls | 2 457        | 3,37         | 3 792       | 5,35        |  |
| Exprimés       | Exprimés                       | Exprimés       | 70 551       | 96,63        | 67 102      | 94,65       |  |

Le suppléant de Robert Ballanger était Émile Legrésy, du Blanc-Mesnil.

### Élections de 1978
| Candidat       | Candidat                       | Parti          | Premier tour | Premier tour | Second tour | Second tour |  |
| Candidat       | Candidat                       | Parti          | Voix         | %            | Voix        | %           |  |
| -------------- | ------------------------------ | -------------- | ------------ | ------------ | ----------- | ----------- |  |
|                | Robert Ballanger sortant réélu | PCF            | 34 189       | 39,23        | 49 079      | 58          |  |
|                | Jean-Claude Abrioux            | RPR            | 15 442       | 17,72        | 35 535      | 42          |  |
|                | Daniel Pipard                  | PS             | 14 787       | 16,97        | Retrait     | Retrait     |  |
|                | Claude-Auguste Leroy           | UDF (PR)       | 13 862       | 15,91        | Retrait     | Retrait     |  |
|                | Thérèse Dion                   | PSU (FA)       | 2 777        | 3,19         |             |             |  |
|                | René Magne                     | MRG            | 1 685        | 1,93         |             |             |  |
|                | Yves Guillemot                 | LO             | 1 298        | 1,49         |             |             |  |
|                | Gilbert Cottinet               | FN             | 1 036        | 1,19         |             |             |  |
|                | Renée Wormser                  | Divers         | 1 027        | 1,18         |             |             |  |
|                | Alain Drouet de La Thibauderie | CNIP           | 906          | 1,04         |             |             |  |
|                | R. Garson                      | Divers         | 138          | 0,16         |             |             |  |
|                |                                |                |              |              |             |             |  |
| Inscrits       | Inscrits                       | Inscrits       | 110 418      | 100,00       | 110 299     | 100,00      |  |
| Abstentions    | Abstentions                    | Abstentions    | 21 160       | 19,16        | 21 966      | 19,91       |  |
| Votants        | Votants                        | Votants        | 89 258       | 80,84        | 88 333      | 80,09       |  |
| Blancs et nuls | Blancs et nuls                 | Blancs et nuls | 2 111        | 2,37         | 3 719       | 4,21        |  |
| Exprimés       | Exprimés                       | Exprimés       | 87 147       | 97,63        | 84 614      | 95,79       |  |

Décédé le 26 janvier 1981, Robert Ballanger fut remplacé par son suppléant François Asensi.

### Élections de 1981
| Candidat       | Candidat                      | Parti          | Premier tour | Premier tour | Second tour | Second tour |  |
| Candidat       | Candidat                      | Parti          | Voix         | %            | Voix        | %           |  |
| -------------- | ----------------------------- | -------------- | ------------ | ------------ | ----------- | ----------- |  |
|                | François Asensi sortant réélu | PCF            | 25 986       | 34,48        | 47 910      | 64,97       |  |
|                | Robert Dray                   | PS             | 23 629       | 31,35        | Retrait     | Retrait     |  |
|                | Alain Robert                  | CNIP (UNM)     | 19 912       | 26,42        | 25 831      | 35,03       |  |
|                | Annick Gemarez                | MÉP            | 1 675        | 2,22         |             |             |  |
|                | Thérèse Dion                  | PSU            | 1 068        | 1,42         |             |             |  |
|                | Gérard Hansmetzger            | Divers droite  | 1 035        | 1,37         |             |             |  |
|                | René Magne                    | MRG            | 887          | 1,18         |             |             |  |
|                | Yves Guillemot                | LO             | 816          | 1,08         |             |             |  |
|                | Edward Laupa                  | Divers (GO)    | 349          | 0,46         |             |             |  |
|                |                               |                |              |              |             |             |  |
| Inscrits       | Inscrits                      | Inscrits       | 118 874      | 100,00       | 118 863     | 100,00      |  |
| Abstentions    | Abstentions                   | Abstentions    | 41 965       | 35,3         | 40 914      | 34,42       |  |
| Votants        | Votants                       | Votants        | 76 909       | 64,7         | 77 949      | 65,58       |  |
| Blancs et nuls | Blancs et nuls                | Blancs et nuls | 1 552        | 2,02         | 4 208       | 5,4         |  |
| Exprimés       | Exprimés                      | Exprimés       | 75 357       | 97,98        | 73 741      | 94,6        |  |

Le suppléant de François Asensi était Bernard Vergnaud, maire de Sevran, conseiller général, conseiller régional.

### Élections de 1988
| Candidat       | Candidat                      | Parti          | Premier tour | Premier tour | Second tour | Second tour |  |
| Candidat       | Candidat                      | Parti          | Voix         | %            | Voix        | %           |  |
| -------------- | ----------------------------- | -------------- | ------------ | ------------ | ----------- | ----------- |  |
|                | Robert Pandraud sortant réélu | RPR (URC)      | 14 871       | 39,57        | 20 918      | 51,93       |  |
|                | André Noël                    | PS             | 12 007       | 31,95        | 19 362      | 48,07       |  |
|                | Roger Daviet                  | PCF            | 5 464        | 14,54        |             |             |  |
|                | Martial Bild                  | FN             | 4 943        | 13,15        |             |             |  |
|                | Jean-Claude Serbource         | Divers droite  | 300          | 0,8          |             |             |  |
|                | Éric Llorca                   | POE            | 1            | 0            |             |             |  |
|                |                               |                |              |              |             |             |  |
| Inscrits       | Inscrits                      | Inscrits       | 61 772       | 100,00       | 61 771      | 100,00      |  |
| Abstentions    | Abstentions                   | Abstentions    | 23 580       | 38,17        | 20 574      | 33,31       |  |
| Votants        | Votants                       | Votants        | 38 192       | 61,83        | 41 197      | 66,69       |  |
| Blancs et nuls | Blancs et nuls                | Blancs et nuls | 606          | 1,59         | 917         | 2,23        |  |
| Exprimés       | Exprimés                      | Exprimés       | 37 586       | 98,41        | 40 280      | 97,77       |  |

Claude Pernès, maire UDF de Rosny-sous-Bois était le suppléant de Robert Pandraud.

### Élections de 1993
| Candidat       | Candidat                      | Parti             | Premier tour | Premier tour | Second tour | Second tour |  |
| Candidat       | Candidat                      | Parti             | Voix         | %            | Voix        | %           |  |
| -------------- | ----------------------------- | ----------------- | ------------ | ------------ | ----------- | ----------- |  |
|                | Robert Pandraud sortant réélu | RPR (UPF)         | 16 041       | 42,88        | 21 106      | 71,82       |  |
|                | Martial Bild                  | FN                | 6 830        | 18,26        | 8 283       | 28,18       |  |
|                | Jean-Francis Dauriac          | MRG (ADFP)        | 5 319        | 14,22        |             |             |  |
|                | Jean-Claude Pruski            | GÉ (EÉ)           | 3 006        | 8,04         |             |             |  |
|                | Jean-Francois Meyer           | PCF               | 2 744        | 7,34         |             |             |  |
|                | Catherine Coutard             | MDC               | 816          | 2,18         |             |             |  |
|                | Jean-Marie Lenoir             | LO                | 709          | 1,9          |             |             |  |
|                | Jacqueline Lambert-Pancrazi   | Divers droite     | 677          | 1,81         |             |             |  |
|                | Nadine Guillaume              | LT-LNÉ            | 473          | 1,26         |             |             |  |
|                | Didier Chevreux               | Divers écologiste | 464          | 1,24         |             |             |  |
|                | Gilles Barboni                | Divers            | 330          | 0,88         |             |             |  |
|                |                               |                   |              |              |             |             |  |
| Inscrits       | Inscrits                      | Inscrits          | 59 331       | 100,00       | 59 329      | 100,00      |  |
| Abstentions    | Abstentions                   | Abstentions       | 20 374       | 34,34        | 23 723      | 39,99       |  |
| Votants        | Votants                       | Votants           | 38 957       | 65,66        | 35 606      | 60,01       |  |
| Blancs et nuls | Blancs et nuls                | Blancs et nuls    | 1 548        | 3,97         | 6 217       | 17,46       |  |
| Exprimés       | Exprimés                      | Exprimés          | 37 409       | 96,03        | 29 389      | 82,54       |  |

Le suppléant de Robert Pandraud était Claude Pernès.

### Élections de 1997
| Candidat       | Candidat                      | Parti          | Premier tour | Premier tour | Second tour | Second tour |  |
| Candidat       | Candidat                      | Parti          | Voix         | %            | Voix        | %           |  |
| -------------- | ----------------------------- | -------------- | ------------ | ------------ | ----------- | ----------- |  |
|                | Robert Pandraud sortant réélu | RPR            | 10 510       | 29,97        | 17 321      | 44,71       |  |
|                | Jean-Luc Bennahmias           | Les Verts (PS) | 9 479        | 27,03        | 16 060      | 41,45       |  |
|                | Martial Bild                  | FN             | 7 362        | 20,99        | 5 362       | 13,84       |  |
|                | Emmanuel Espanol              | MDC            | 1 756        | 5,01         |             |             |  |
|                | Jean-Marie Lenoir             | LO             | 1 477        | 4,21         |             |             |  |
|                | Christian Bruys               | LDI (MPF)      | 1 456        | 4,15         |             |             |  |
|                | Olivier Philippe              | MÉI            | 1 204        | 3,43         |             |             |  |
|                | Jean-Claude Pruski            | Extrême gauche | 909          | 2,59         |             |             |  |
|                | Muriel Binn                   | US4J           | 536          | 1,53         |             |             |  |
|                | Jean Salagnac                 | PT             | 324          | 0,92         |             |             |  |
|                | Delphine Joly                 | Divers         | 51           | 0,15         |             |             |  |
|                | Daniel Carleschi              | Extrême gauche | 3            | 0,01         |             |             |  |
|                |                               |                |              |              |             |             |  |
| Inscrits       | Inscrits                      | Inscrits       | 57 935       | 100,00       | 57 933      | 100,00      |  |
| Abstentions    | Abstentions                   | Abstentions    | 21 342       | 36,84        | 18 070      | 31,19       |  |
| Votants        | Votants                       | Votants        | 36 593       | 63,16        | 39 863      | 68,81       |  |
| Blancs et nuls | Blancs et nuls                | Blancs et nuls | 1 526        | 4,17         | 1 120       | 2,81        |  |
| Exprimés       | Exprimés                      | Exprimés       | 35 067       | 95,83        | 38 743      | 97,19       |  |

Le suppléant de Robert Pandraud était François Acquaviva, maire adjoint de Villemomble.

### Élections de 2002
| Candidat       | Candidat                      | Parti            | Premier tour | Premier tour | Second tour | Second tour |  |
| Candidat       | Candidat                      | Parti            | Voix         | %            | Voix        | %           |  |
| -------------- | ----------------------------- | ---------------- | ------------ | ------------ | ----------- | ----------- |  |
|                | Robert Pandraud sortant réélu | UMP              | 13 960       | 40,79        | 17 282      | 56,37       |  |
|                | Marie-Jeanne Wiemert          | PS               | 10 185       | 29,76        | 13 374      | 43,63       |  |
|                | Alexandra Hardy               | FN               | 5 014        | 14,65        |             |             |  |
|                | Monique Meissler              | Pôle républicain | 956          | 2,79         |             |             |  |
|                | Anne-Laure Gabriel            | LCR              | 827          | 2,42         |             |             |  |
|                | Emmanuel Grosset              | MPF              | 553          | 1,62         |             |             |  |
|                | Soraya Dahmani                | Divers           | 520          | 1,52         |             |             |  |
|                | Olivier Philippe              | MÉI              | 513          | 1,5          |             |             |  |
|                | Alain Rivière                 | MNR              | 501          | 1,46         |             |             |  |
|                | Nadia Crocquesel              | PCF              | 490          | 1,43         |             |             |  |
|                | Michelle Loux                 | LO               | 405          | 1,18         |             |             |  |
|                | Catherine Matonnier           | PT               | 230          | 0,67         |             |             |  |
|                | Philippe Reich                | Divers           | 70           | 0,2          |             |             |  |
|                | Hélène Kergoat                | UDF              | 2            | 0,01         |             |             |  |
|                |                               |                  |              |              |             |             |  |
| Inscrits       | Inscrits                      | Inscrits         | 55 970       | 100,00       | 55 970      | 100,00      |  |
| Abstentions    | Abstentions                   | Abstentions      | 20 996       | 37,51        | 24 147      | 43,14       |  |
| Votants        | Votants                       | Votants          | 34 974       | 62,49        | 31 823      | 56,86       |  |
| Blancs et nuls | Blancs et nuls                | Blancs et nuls   | 748          | 2,14         | 1 167       | 3,67        |  |
| Exprimés       | Exprimés                      | Exprimés         | 34 226       | 97,86        | 30 656      | 96,33       |  |

Le suppléant de Robert Pandraud était Patrice Calméjane, maire de Villemomble, ingénieur des bâtiments publics.

### Élections de 2007
| Candidat       | Candidat              | Parti          | Premier tour | Premier tour | Second tour | Second tour |  |
| Candidat       | Candidat              | Parti          | Voix         | %            | Voix        | %           |  |
| -------------- | --------------------- | -------------- | ------------ | ------------ | ----------- | ----------- |  |
|                | Patrice Calméjane élu | UMP            | 11 316       | 32,89        | 17 923      | 55,69       |  |
|                | Élisabeth Pochon      | PS             | 9 120        | 26,51        | 14 261      | 44,31       |  |
|                | Claude Pernès         | NC             | 7 797        | 22,67        | Retrait     | Retrait     |  |
|                | Christiane Clément    | FN             | 1 546        | 4,49         |             |             |  |
|                | Jean-Pierre Monchau   | LCR            | 1 088        | 3,16         |             |             |  |
|                | Toufik Taaleb         | Les Verts      | 1 080        | 3,14         |             |             |  |
|                | Évelyne Brun          | PCF            | 987          | 2,87         |             |             |  |
|                | Robert Benichou       | GÉ             | 554          | 1,61         |             |             |  |
|                | Michelle Loux         | LO             | 341          | 0,99         |             |             |  |
|                | Alain Rivière         | MNR            | 295          | 0,86         |             |             |  |
|                | Claude Jousseaume     | Divers         | 237          | 0,69         |             |             |  |
|                | Luigi d'Aria          | Divers         | 40           | 0,12         |             |             |  |
|                |                       |                |              |              |             |             |  |
| Inscrits       | Inscrits              | Inscrits       | 60 720       | 100,00       | 60 718      | 100,00      |  |
| Abstentions    | Abstentions           | Abstentions    | 25 624       | 42,2         | 27 455      | 45,22       |  |
| Votants        | Votants               | Votants        | 35 096       | 57,8         | 33 263      | 54,78       |  |
| Blancs et nuls | Blancs et nuls        | Blancs et nuls | 695          | 1,98         | 1 079       | 3,24        |  |
| Exprimés       | Exprimés              | Exprimés       | 34 401       | 98,02        | 32 184      | 96,76       |  |

### Élections de 2012
| Candidat       | Candidat                  | Parti                   | Premier tour | Premier tour | Second tour | Second tour |  |
| Candidat       | Candidat                  | Parti                   | Voix         | %            | Voix        | %           |  |
| -------------- | ------------------------- | ----------------------- | ------------ | ------------ | ----------- | ----------- |  |
|                | Élisabeth Pochon élue     | PS                      | 12 371       | 37,88        | 16 508      | 50,85       |  |
|                | Patrice Calméjane sortant | UMP                     | 11 627       | 35,60        | 15 956      | 49,15       |  |
|                | Daniel Bousselaire        | FN                      | 3 920        | 12,00        |             |             |  |
|                | Bruno Bellegarde          | FG (PG)                 | 2 035        | 6,23         |             |             |  |
|                | Frédéric Lorenzo          | MoDem                   | 852          | 2,61         |             |             |  |
|                | Aurélien Berthou          | EÉLV                    | 851          | 2,61         |             |             |  |
|                | Marcel Forestier          | Extrême droite (MNR)    | 280          | 0,86         |             |             |  |
|                | Sarah Ben Ammar           | Divers droite (DLR)     | 241          | 0,74         |             |             |  |
|                | Abdelnacer Debbouzza      | Divers écologiste (AÉI) | 231          | 0,71         |             |             |  |
|                | Jihane Bensalah           | Extrême gauche (NPA)    | 137          | 0,42         |             |             |  |
|                | Gaëtan Minardi            | Extrême gauche (LO)     | 114          | 0,35         |             |             |  |
|                |                           |                         |              |              |             |             |  |
| Inscrits       | Inscrits                  | Inscrits                | 60 129       | 100,00       | 60 135      | 100,00      |  |
| Abstentions    | Abstentions               | Abstentions             | 26 994       | 44,89        | 26 799      | 44,56       |  |
| Votants        | Votants                   | Votants                 | 33 135       | 55,11        | 33 336      | 55,44       |  |
| Blancs et nuls | Blancs et nuls            | Blancs et nuls          | 476          | 1,44         | 872         | 2,62        |  |
| Exprimés       | Exprimés                  | Exprimés                | 32 659       | 98,56        | 32 464      | 97,38       |  |

### Élections de 2017
|                                                                                      |                                                                           |                           |                           |                          |                          |
|                                                                                      |                                                                           | Premier tour 11 juin 2017 | Premier tour 11 juin 2017 | Second tour 18 juin 2017 | Second tour 18 juin 2017 |
|                                                                                      |                                                                           |                           |                           |                          |                          |
|                                                                                      |                                                                           | Nombre                    | % des inscrits            | Nombre                   | % des inscrits           |
| Inscrits                                                                             | Inscrits                                                                  | 60 135                    | 100,00                    | 60 133                   | 100,00                   |
| Abstentions                                                                          | Abstentions                                                               | 32 484                    | 54,02                     | 36 856                   | 61,29                    |
| Votants                                                                              | Votants                                                                   | 27 651                    | 45,98                     | 23 277                   | 38,71                    |
|                                                                                      |                                                                           |                           | % des votants             |                          | % des votants            |
| Bulletins blancs                                                                     | Bulletins blancs                                                          | 549                       | 1,99                      | 2 258                    | 9,70                     |
| Bulletins nuls                                                                       | Bulletins nuls                                                            | 86                        | 0,31                      | 414                      | 1,78                     |
| Suffrages exprimés                                                                   | Suffrages exprimés                                                        | 27 016                    | 97,70                     | 20 605                   | 88,52                    |
|                                                                                      |                                                                           |                           |                           |                          |                          |
| Candidat Étiquette politique (partis et alliances)                                   | Candidat Étiquette politique (partis et alliances)                        | Voix                      | % des exprimés            | Voix                     | % des exprimés           |
|                                                                                      |                                                                           |                           |                           |                          |                          |
|                                                                                      | Sylvie Charrière La République en marche                                  | 8 887                     | 32,90                     | 11 632                   | 56,45                    |
|                                                                                      | Patrice Calméjane Les Républicains (Union des démocrates et indépendants) | 5 692                     | 21,07                     | 8 973                    | 43,55                    |
|                                                                                      | Maxence Albespy La France insoumise                                       | 3 741                     | 13,85                     |                          |                          |
|                                                                                      | Alexandra Bourgoin Front national                                         | 2 654                     | 9,82                      |                          |                          |
|                                                                                      | Élisabeth Pochon (députée sortante) Parti socialiste                      | 2 550                     | 9,44                      |                          |                          |
|                                                                                      | Aurélien Berthou Europe Écologie Les Verts                                | 901                       | 3,34                      |                          |                          |
|                                                                                      | Pierre-Olivier Carel Divers                                               | 848                       | 3,14                      |                          |                          |
|                                                                                      | Delphine Zoughebi-Gaillard Parti communiste français                      | 534                       | 1,98                      |                          |                          |
|                                                                                      | Éric Roux Debout la France                                                | 500                       | 1,85                      |                          |                          |
|                                                                                      | Cécile Haumaret Divers (Union populaire républicaine)                     | 192                       | 0,71                      |                          |                          |
|                                                                                      | Ouazzanya Malki Écologiste                                                | 167                       | 0,62                      |                          |                          |
|                                                                                      | Grégory Tobeilem Lutte ouvrière                                           | 152                       | 0,56                      |                          |                          |
|                                                                                      | Benjamin Jaouani Divers droite (La France qui ose)                        | 133                       | 0,49                      |                          |                          |
|                                                                                      | Alexandre Lalouf Divers (Allons enfants !)                                | 65                        | 0,24                      |                          |                          |
| Source : Ministère de l'Intérieur - Huitième circonscription de la Seine-Saint-Denis |                                                                           |                           |                           |                          |                          |

### Élections de 2022
Les élections législatives françaises de 2022 se déroulent les dimanches 12 et 19 juin 2022.
|                                                    |                                                                                     |                           |                           |                          |                          |
|                                                    |                                                                                     | Premier tour 12 juin 2022 | Premier tour 12 juin 2022 | Second tour 19 juin 2022 | Second tour 19 juin 2022 |
|                                                    |                                                                                     |                           |                           |                          |                          |
|                                                    |                                                                                     | Nombre                    | % des inscrits            | Nombre                   | % des inscrits           |
| Inscrits                                           | Inscrits                                                                            | 61 629                    | 100                       | 61 647                   | 100                      |
| Abstentions                                        | Abstentions                                                                         | 34 754                    | 56,39                     | 35 255                   | 57,19                    |
| Votants                                            | Votants                                                                             | 26 875                    | 43,61                     | 26 392                   | 42,81                    |
|                                                    |                                                                                     |                           | % des votants             |                          | % des votants            |
| Bulletins blancs                                   | Bulletins blancs                                                                    | 562                       | 2,09                      | 1458                     | 5,52                     |
| Bulletins nuls                                     | Bulletins nuls                                                                      | 78                        | 0,29                      | 352                      | 1,33                     |
| Suffrages exprimés                                 | Suffrages exprimés                                                                  | 26 235                    | 97,62                     | 24 582                   | 93,14                    |
|                                                    |                                                                                     |                           |                           |                          |                          |
| Candidat Étiquette politique (partis et alliances) | Candidat Étiquette politique (partis et alliances)                                  | Voix                      | % des exprimés            | Voix                     | % des exprimés           |
|                                                    |                                                                                     |                           |                           |                          |                          |
|                                                    | Fatiha Keloua-Hachi Nouvelle Union populaire écologique et sociale Parti socialiste | 9 263                     | 35,31                     | 13 169                   | 53,57                    |
|                                                    | Sylvie Charrière* Ensemble                                                          | 5 696                     | 21,71                     | 11 413                   | 46,43                    |
|                                                    | Geoffrey Carvalhinho Les Républicains                                               | 3 647                     | 13,90                     |                          |                          |
|                                                    | Sébastien Jolivet Rassemblement national                                            | 3 610                     | 13,76                     |                          |                          |
|                                                    | Sylvio Valente Reconquête                                                           | 1 226                     | 4,67                      |                          |                          |
|                                                    | Hugo Guiraudou Gauche républicaine et socialiste                                    | 830                       | 3,16                      |                          |                          |
|                                                    | Eddy Cyrilla Écologie au centre                                                     | 745                       | 2,84                      |                          |                          |
|                                                    | Corinne Fournier Parti animaliste                                                   | 507                       | 1,93                      |                          |                          |
|                                                    | Franck Zeiger Droite souverainiste                                                  | 342                       | 1,30                      |                          |                          |
|                                                    | Grégory Tobeilem Lutte ouvrière                                                     | 208                       | 0,79                      |                          |                          |
|                                                    | Jean-Christophe Fournier Nouveau Parti anticapitaliste                              | 161                       | 0,61                      |                          |                          |
| * Députée sortante                                 |                                                                                     |                           |                           |                          |                          |

### Élections de 2024
| Candidat                 | Candidat                 | Parti et coalition       | Nuances                  | Premier tour | Premier tour | Second tour | Second tour |
| Candidat                 | Candidat                 | Parti et coalition       | Nuances                  | Voix         | %            | Voix        | %           |
| ------------------------ | ------------------------ | ------------------------ | ------------------------ | ------------ | ------------ | ----------- | ----------- |
|                          | Fatiha Keloua-Hachi      | PS (NFP)                 | UG                       | 19 193       | 49,30        | 24 476      | 68,41       |
|                          | Sébastien Jolivet        | RN                       | RN                       | 9 291        | 23,86        | 11 301      | 31,59       |
|                          | Didier Fort              |                          | DVD                      | 5 350        | 13,74        |             |             |
|                          | Franck Yonboue           | LR                       | LR                       | 3 844        | 9,87         |             |             |
|                          | Sylvio Valente           | REC                      | REC                      | 634          | 1,63         |             |             |
|                          | Grégory Tobeilem         | LO                       | EXG                      | 509          | 1,31         |             |             |
|                          | Ntela Bardai             |                          | EXD                      | 86           | 0,22         |             |             |
|                          | Hélène Dupuy             | NPA-R                    | EXG                      | 27           | 0,07         |             |             |
|                          |                          |                          |                          |              |              |             |             |
| Suffrages exprimés       | Suffrages exprimés       | Suffrages exprimés       | Suffrages exprimés       | 38 934       | 97,07        | 35 777      | 92,22       |
| Votes blancs             | Votes blancs             | Votes blancs             | Votes blancs             | 973          | 2,43         | 2 643       | 6,81        |
| Votes nuls               | Votes nuls               | Votes nuls               | Votes nuls               | 201          | 0,5          | 377         | 0,97        |
| Total                    | Total                    | Total                    | Total                    | 40 108       | 100          | 38 797      | 100         |
| Abstention               | Abstention               | Abstention               | Abstention               | 22 608       | 36,05        | 23 937      | 38,16       |
| Inscrits / participation | Inscrits / participation | Inscrits / participation | Inscrits / participation | 62 716       | 63,95        | 62 734      | 61,84       |